# Клюшиногорское общество
Клюшиногорское общество — сельское общество, входившее в состав Порос-озерской волости Повенецкого уезда Олонецкой губернии.
Общество объединяло населённые пункты, расположенные возле деревни Клюшина гора, на озере Лавдосельге, на озере Гимольском и на территориях, прилегающих к ним.
В настоящее время территория общества относится к Суоярвскому району Карелии.
Согласно «Списку населённых мест Олонецкой губернии по сведениям за 1905 год» общество состояло из следующих населённых пунктов:
| Номер по порядку | Название населённого пункта                                | Название реки или озера, на котором расположено поселение | Расстояние до уездного города в верстах |
| 4222             | 1. Гинчара-вара                                            | Озере Мегре                                               | 194                                     |
| 4223             | 2. Ушкалы                                                  | Оз. Ушкольском                                            | 204                                     |
| 4224             | 3. Гимола                                                  | Оз. Гимольском                                            | 214                                     |
| 4225             | 4. Ройк-Наволок                                            | Оз. Ройкинаволокском                                      | 218                                     |
| 4226             | 5. Клюшина гора                                            | Ламбе Малде                                               | 212                                     |
| 4227             | 6. Свиная гора                                             | Оз. Вонгозере                                             | 216                                     |
| 4228             | 7. Пузама губа                                             | Оз. Лавдосельге                                           | 220                                     |
| 4229             | 8. Остров                                                  | Оз. Лавдосельге                                           | 224                                     |
| 4230             | 9. Антонов остров                                          | Оз. Лавдосельге                                           | 224                                     |
| 4231             | 10. Легмала                                                | Оз. Лавдосельге                                           | 223                                     |
| 4232             | 11. Васильева гора                                         | Оз. Лавдосельге                                           | 225                                     |
| 4233             | 12. Лубосалма                                              | Оз. Лубарви                                               | 228                                     |
| 4234             | 13. Соймо губа                                             | Оз. Соймарви                                              | 242                                     |
| 4235             | 14. Валазминский чугун.-плавильный завод горнаго ведомства | Реке Суне                                                 | 165                                     |